# Dési terminus
A dési terminus az erdélyi szombatosok ellen 1638-ban hűtlenség vádjával lefolytatott per, melynek eredményeképpen a hitüket megtagadni nem akarókat fő- és jószágvesztésre ítélték. A halálos ítéleteket egy kivétellel nem hajtották végre, csak a vagyonelkobzást, viszont az elítéltek várfogságban maradtak, és mindaddig kényszermunkán kellett dolgozniuk, amíg át nem tértek valamelyik bevett felekezetbe.

## Előzményei
Az 1568-as tordai országgyűlés határozatot hozott a vallásszabadságról, ez azonban csak a négy bevett keresztény felekezetre (katolikus, evangélikus, református, unitárius) vonatkozott. Az 1570-es marosvásárhelyi országgyűlés már a vallási újítás tilalmáról rendelkezett, ennek ellenére a szombatosok tanai elterjedtek Erdélyben, és számos tekintélyes polgár is csatlakozott hozzájuk. 1595-ben Báthory Zsigmond megerősítette a vallási újítások elleni törvényt. 1600-ban a marosvásárhelyi tanács Mihály vajda támogatásával fellépett a szombatosok ellen, de ennek nem lett komolyabb következménye. 1606-ban Rákóczi Zsigmond megtiltotta a szombatosok gyülekezését, 1610-ben pedig a besztercei országgyűlés határozatot hozott a „sidó hitet és sidó ritusokat” tartók ellen, de ennek alkalmazásáról nincsenek adatok. 1618-ban a gyulafehérvári országgyűlés ismét rendelkezett a vallási innovatiók „úgymint az judaizmus, és ahoz hasonló káromlások” ellen, és a következő év karácsonyáig tartó határidőt szabott az áttérésre, melynek elmulasztása fej- és jószágvesztéssel járt; ezt a határozatot az 1622-es besztercei országgyűlés megerősítette, de nem hajtották végre. A végrehajtást nehezítette, hogy a szombatosok színlelésből többnyire unitáriusnak mondták magukat.

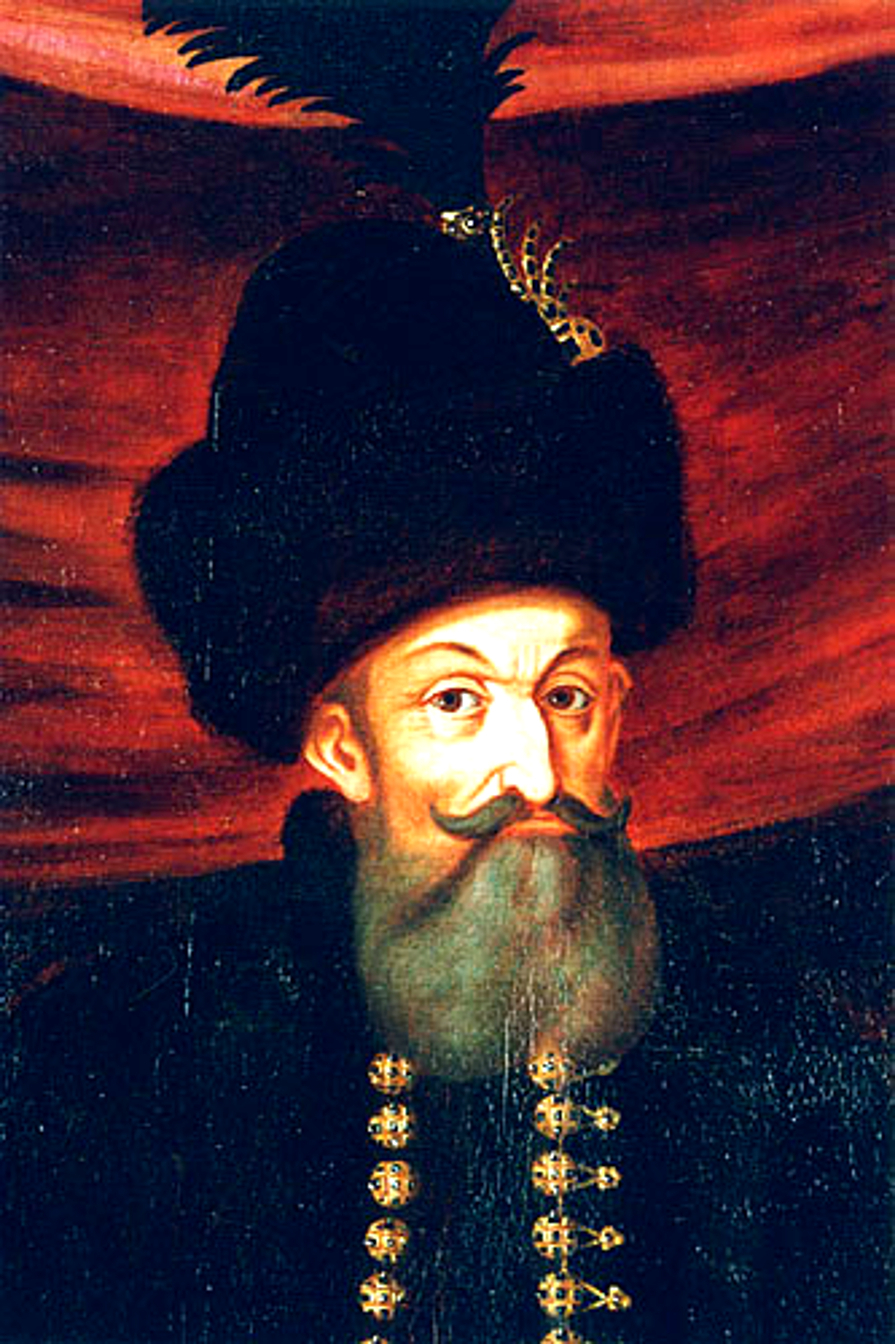
I. Rákóczi György

1630-ban fejedelemmé választották az igen vallásos I. Rákóczi Györgyöt, aki uralkodása alatt a református egyház megerősítésén munkálkodott. Nagy hatással volt rá udvari papja, az 1633-ban református püspökké választott Geleji Katona István; gyaníthatóan ő állt a szombatosok elleni erőteljes fellépés hátterében. Az 1635-ös országgyűlés ismét határozatot hozott a szombatosok ellen, és karácsonyig adott határidőt az áttérésre. A határidőt kevesen tartották be, ekkor azonban még mindig nem történtek lépések a hitükhöz ragaszkodókkal szemben, mivel a fejedelem figyelmét lekötötte Bethlen István kísérlete a fejedelmi trón visszaszerzésére, és nem akarta, hogy a szombatosok esetleg ellenfele pártjára álljanak. 1637-ben a trónját fenyegető veszély elhárításával Rákóczi már készen állt a szombatosok elleni erélyes fellépésre.
A fejedelmet három motívum befolyásolta:
- vallási meggyőződésének megfelelően a református egyházat akarta erősíteni,
- politikailag megbízhatatlannak tartotta a szombatosokat,
- vagyonát akarta gyarapítani az elkobzott birtokokkal.[3]

Rákóczi György 1637-ben megbízta Beke Dániel unitárius püspököt, hogy terjessze be a felekezet hitvallását az 1638. április 23-án kezdődő gyulafehérvári országgyűlés elé. Ezzel kettős célja volt: egyrészt felléphetett azon unitáriusok ellen, akik a hitvallás ellen vétettek, másrészt megszüntette a szombatosok lehetőségét az unitáriusok közé rejtőzésre.
Az 1618. évi törvénycikk szerint a szombatosok elleni pert, mint hűtlenségi pert csak az országgyűlés alkalmával, vagy a fejedelmi táblán lehetett volna tárgyalni, az 1638-as országgyűlés viszont külön erre a célra kijelölt egy rendkívüli törvényszéket. Az unitáriusok hitvallásának elbírálására kijelöltek egy 17 főből álló bizottságot, amelyben a bevett felekezetek képviseltették magukat. A bizottságnak 1638. július 1-jén Désen kellett összegyűlnie, és a közvádlónak ugyanerre a határidőre kellett beidéznie mindazokat a szombatosokat, akik nem tértek át a befogadott vallásokhoz.
Májusban elkezdődött a tanúk kihallgatása Kolozsváron, Marosvásárhelyen és a Székelyföld településein. Mindazokat, akiket a tanúk szombatosnak mondtak, beidézték a dési tárgyalásra; a kortárs Segesvári Bálint krónikája szerint „egynéhány százan, ha nem ezeren voltak,” más források szerint több ezren is lehettek.

## A per
A per 1638. július 8-a és 16-a között folyt. A fejedelem által kinevezett törvényszék több megye ispánjaiból és bíráiból állt, elnöke a fejedelem képviselője, Toldalagi Mihály, Maros- és Udvarhelyszék kapitánya volt. A vádat Pókai Sárosi János fejedelmi director képviselte, helyettese  Giróthi Torma Péter volt. Számos vádlott ügyvédet fogadott a tárgyalásra. Az egyszerű származású vádlottakat csoportosan, rövid eljárásban ítélték el. Akikre a tanúk korábbi vallomásai alapján rá lehetett bizonyítani, hogy szombaton nem dolgoztak, húsvétkor kovásztalan kenyet ettek, a Mózes törvénykönyvében tisztátalannak mondott állatokat nem fogyasztották, vagy hogy gyermekeiket nem kereszteltették meg, nem vettek úrvacsorát, vagy megvető módon beszéltek valamelyik keresztény hittételről, azokat fő- és jószágvesztésre ítélték, rendszerint fellebbezési lehetőség nélkül. Ugyanez vonatkozott azokra is, akik időközben megtértek, de elmulasztották az 1635. karácsonyra kitűzött határidőt. A halálbüntetést egy kivétellel nem hajtották végre, de az elítéltek minden vagyonát lefoglalták, és százasával-százötvenesével különböző várakba (Nagyvárad, Székelyhíd, Borosjenő, Déva, Fogaras, Szamosújvár, Kővár) szállították őket, ahol megtérésükig építkezésen kellett dolgozniuk. Az egy kivétel Toroczkai János kolozsvári ötvös, Toroczkai Máté unitárius püspök fia volt, akit Jézus káromlásáért halálra köveztettek. A szombatosok elvileg bármely bevett felekezetbe betérhettek volna, de fogságuk alatt gyakorlatilag csak református papokkal érintkezhettek.
A csoportos perekkel párhuzamosan külön bizottság tárgyalta az előkelőbb vádlottak ügyét, akik sok esetben nem is jelentek meg az idézésre.
A szombatosok vezéralakja, Péchi Simon kancellár betegsége miatt nem jelent meg a tárgyaláson, ezért fejedelmi kancellária két jegyzőjét Péchi lakhelyére, Székelyszenterzsébetre küldték, hogy ott vegyék fel a tanúvallomásokat. Az ellene felhozott vádakat több tanú igazolta, így elítélték, birtokait elkobozták, és a hetven éves öregembert Kővár várába záratták. Szintén elítélték Péchi lányait (Judit, Zsuzsanna, Krisztina és Margít), idős nővérét (Kendeffi Gáspárné Anna), sógorát (Orbán Ferenc udvarhelyszéki jegyző) és papját (Szentmiklósi Mihály). Számos módos polgár is ítélet alá került. Néhány le nem zárt ügy tárgyalását novemberben Besztercén folytatták; ekkor ítélték el Péchi Simon sógorának, Kornis Ferencnek a lányát, Paczolai Péterné Kornis Borbálát.
A dési tárgyaláson meg nem jelent vádlottakat a fejedelem és a református egyház megbízottjai felkutatták, és áttérésre kényszerítették; több helyen unitáriusokat is térítettek.

## Utóélete
Mivel a legtöbb elítélt szombatos a református egyházba tért, a Székelyföldön a reformátusok aránya megnövekedett. 1639-ben felmérés készült a hajdani szombatos vidékeken a felekezeti viszonyokról, és a település templomát a legnépesebb felekezetnek ítélték. A megtérített szombatosok azonban titokban továbbra is gyakorolták vallásukat, és a mozgalom az 1640-es években új erőre kapott. Az 1652-ben összeállított Approbatae Constitutiones megerősítette a szombatos vallás tilalmát. I. Apafi Mihály uralkodása alatt, majd a Habsburg-korszakban további vizsgálatokat indítottak a szombatosok ellen. A 18. században egyes szombatosok katolikus hitre tértek (ekkor csak ez volt engedélyezve), mások külföldre települtek.